# Kanton Bourbriac
Bourbriac is een voormalig kanton van het Franse departement Côtes-d'Armor. Het kanton maakte deel uit van het arrondissement Guingamp. Het werd opgeheven bij decreet van 13 februari 2014 met uitwerking op 22 maart 2015. Alle gemeenten werden toegevoegd aan het kanton Callac.

## Gemeenten
Het kanton Bourbriac omvatte de volgende gemeenten:
- Bourbriac (hoofdplaats)
- Kerien
- Magoar
- Plésidy
- Pont-Melvez
- Saint-Adrien
- Senven-Léhart